# Dermogenys bispina
Dermogenys bispina är en fiskart som beskrevs av Meisner och Collette, 1998. Dermogenys bispina ingår i släktet Dermogenys och familjen Hemiramphidae. Inga underarter finns listade i Catalogue of Life.